# رودخانه مرگ
مِرِگ نام یکی از رودخانه‌های استان کرمانشاه است.مِرِگ(مِرِی) یک کلمه کردی است که تلفظ صحیح کردی آن مِرِی است و معادل فارسی آن غرش است یعنی آبی که غرش می کند.رودخانه مِرِگ از سرابِ سر فیروزآباد کرمانشاه در جنوب غربی ماهیدشت سرچشمه می‌گیرد و در شمال شرقی روستای میر عزیزی به رودخانه قره سو می‌ریزد. این رودخانه پس از عبور از ماهیدشت و دریافت آب از سراب کاشنبه وارد دشت‌های کوزران می‌شود و در آنجا به رودخانه زرد آب متصل و سپس در جایی به نام کوه ویس به رودخانه قره‌سو می‌ریزد البته این رود خانه خشک شده است
.

## رودخانه های مرتبط
حوزه آبخیز کرخه علیا شامل ۱۵ زیر حوزه اصلی است که در مرکز و شرق استان کرمانشاه یعنی شهرستان کرمانشاه، اسلام‌آباد غرب، کنگاور، جوانرود، صحنه و هرسین است که آب رودخانه‌های آن به رودخانه سیمره می‌ریزند. حوزه آبریز سیروان نیز با ۱۹ زیر حوزه اصلی که در شمال غرب استان کرمانشاه واقع شده‌اند و شامل شهرستانهای قصر شیرین، پاوه، سرپل ذهاب، گیلانغرب، سنقر، جوانرود و بخشی از شهرستان اسلام‌آباد غرب می‌شود، آب رودخانه‌های آن از حدود مرزهای ایران خارج شده و وارد خاک عراق می‌شود.

## وضعیت کنونی
مِرِگ تا پیش از کاهش سطح بارندگی در کشور و بحران آب در ایران یکی از رودخانه‌های چهارفصل بود، اما در یک دهه گذشته، تنها در اواخر پاییز، در فصل زمستان و اوایل بهار است که در بخشهایی از خطوط رودخانه بر اثر جاری شدن سیل یا سرازیر شدن آب از کوه پایه‌های اطراف به سمت مِرِگ، آب به جریان می‌افتد و این رودخانه در اواخر بهار، در فصل تابستان و اوایل پاییز تقریباً یک رودخانه خشک است.

## انتقال آب سیمره به مرگ
در دههٔ ۵۰ خورشیدی پروژه‌ای برای انحراف بخشی از آب رودخانهٔ سیمره به سمت دشت ماهیدشت در کرمانشاه ارائه شد. در این طرح بخشی از آب رودخانهٔ سیمره در نقطه‌ای به نام تنگ گرماب در کوه‌سفید کرمانشاه به رودخانهٔ مرگ هدایت شده و اراضی مناطق سرفیروزآباد، ماهیدشت، سنجابی و روانسر را سیراب کرده و سپس به صورت منحنی، مازاد آب دوباره به سیمره بازمی‌گشت. این پروژه پس از انقلاب ۱۳۵۷ نادیده گرفته و تعطیل شد، که در نتیجهٔ آن بیش از ۹۰ درصد از اراضی ماهیدشت هم‌اکنون به صورت دیم کشت می‌شود، و حفر بی‌رویهٔ چاه‌های عمیق و نیمه‌عمیق در آن مناطق صدمات سنگینی به سفره‌های آب زیرزمینی وارد آورده‌است.

## خشک شدن
در ۲ مرداد ۱۴۰۰ مدیرعامل شرکت آب منطقه‌ای استان کرمانشاه اعلام کرد که رودخانهٔ مرگ بر اثر خشکسالی و کاهش شدید بارندگی در سال آبی اخیر خشک شده‌است.